# پرس تراست آف ایندیا
پرس تراست آف ایندیا (Press Trust of India) مشهور به پی تی آی (PTI) یکی از قدیمی‌ترین و بزرگ‌ترین خبرگزاری‌های هند است. این خبرگزاری در سال ۱۹۴۷ ثبت شد اما فعالیت رسمی خود را از سال ۱۹۴۹ آغاز کرد.
در سال ۱۹۹ رئییس حمهور وقت هند دربارهٔ این خبرگزاری گفته بود که «هندوستان استقلال خود را سال ۱۹۴۷ بدست آورد اما استقلال خبری هند به سال ۱۹۴۹ بازمی‌گردد و آن زمانی بود که پی تی آی تأسیس شد».
بر اساس وب گاه رسمی این خبرگزاری، پی تی آی ۴۰۰ روزنامه‌نگار حرفه ای و مجموعاً ۵۰۰ نیروی انسانی دارد و روزانه حدود ۱۰۰۰ خبر و ۲۵۰ عکس تولید می‌کند و ۹۰ درصد بازار خبرگزاری این کشور را در اختیار دارد.